# Lijst van alfastralers
Deze lijst van alfastralers is een (onvolledige) opsomming van isotopen die alfadeeltjes (alfastraling) uitzenden.
- Beryllium: 8Be

- Bismut: 209Bi, 211Bi, 212Bi, 213Bi

- Polonium: 210Po, 211Po, 212Po, 214Po, 215Po, 216Po, 218Po

- Astaat: 215At, 217At, 218At

- Radon: 218Rn, 219Rn, 220Rn, 222Rn, 226Rn

- Francium: 221Fr

- Radium: 223Ra, 224Ra, 226Ra

- Actinium: 225Ac, 227Ac

- Thorium: 227Th, 228Th, 229Th, 230Th, 232Th

- Protactinium: 231Pa

- Uranium: 233U, 234U, 235U, 236U, 238U

- Neptunium: 237Np

- Plutonium: 238Pu, 239Pu, 240Pu, 244Pu

- Americium: 241Am

- Curium: 244Cm, 245Cm, 248Cm

- Californium: 249Cf, 252Cf